# Hartmannsdorf
Hartmannsdorf es un municipio situado en el distrito de Sajonia Central, en el estado federado de Sajonia (Alemania), a una altitud de 230 metros. Su población a finales de 2016 era de unos 4400 habitantes y su densidad poblacional, 430 hab/km².